# بخش‌های دپارتمان دوکس-سور
بخش‌های دپارتمان دوکس-سور (انگلیسی: Arrondissements of the Deux-Sèvres department) شامل ۳ بخش به شرح زیر است:
1. بخش برسوییر با ۵۳ کمون (فرانسه) و جمعیت ۹۶ هزار نفر در سال ۲۰۱۳ می‌باشد.
2. بخش نیور با ۱۶۳ کمون (فرانسه) و جمعیت ۲۱۰ هزار نفر در سال ۲۰۱۳ می‌باشد.
3. بخش پارتنه با ۷۷ کمون (فرانسه) و جمعیت ۶۴ هزار نفر در سال ۲۰۱۳ می‌باشد.